# Tom Cleber
Antonio Cleber Lima de Carvalho (São João dos Patos, 23 de maio de 1969), mais conhecido como Tom Cleber, é um cantor e compositor brasileiro.
Em 2009, para comemorar os 15 anos de carreira, lançou o CD e DVD, "Tom Cleber: 15 Anos". O álbum foi gravado em São Luís, Maranhão, e traz como estilo acústico de regravações como "Esqueça", "Caça e Caçador", "Tocando em Frente", "Custe o Que Custar", "Cinderela", "Fogo e Paixão", além do novo sucesso "Saudade".
Em 2012, lançou em Teresina, Piauí, o CD que traz interpretações do cantor Roberto Carlos, intitulado "Tom Cleber canta Roberto Carlos".
Já fez sucesso com as músicas como "Indecisão", "Diz Coração", entre outros.